# Sidney Webb, 1. Baron Passfield

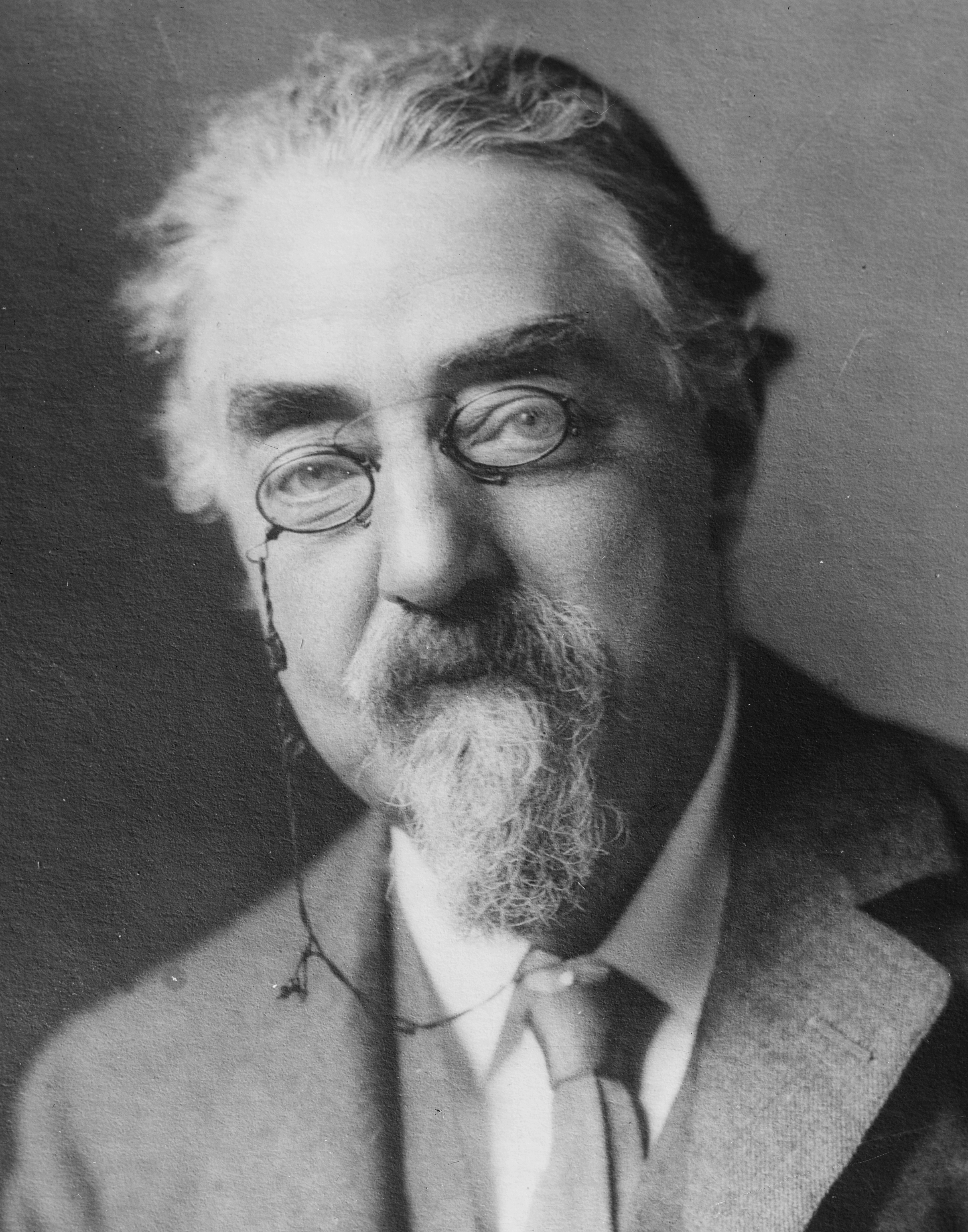
Sidney Webb, 1927

Sidney James Webb, 1. Baron Passfield PC (* 13. Juli 1859 in London; † 13. Oktober 1947 in Liphook, Hampshire) war ein britischer Sozialwissenschaftler und Politiker (Labour Party).

## Leben
Sidney Webb entstammte einer bürgerlichen Familie, sein Vater war Buchhalter. Mit 16 Jahren begann er als Büroangestellter zu arbeiten und später berufsbegleitend zu studieren.
Er wurde Rechtsanwalt (Barrister) und Mitglied der Anwaltskammer Gray’s Inn in London. Schnell machte er Karriere als Beamter des Kolonialministeriums, schied jedoch 1881 aus dem Staatsdienst aus. 1885 trat er der im Jahr zuvor gegründeten Fabian Society bei, die einen reformorientierten Weg zum Sozialismus verfolgte. Von 1891 bis 1910 war er eines der dominierenden Mitglieder des Rats der County of London.
1892 heiratete er die Industriellen-Tochter und engagierte Sozialforscherin Beatrice Potter. Seine Frau bezog die bedeutende Summe von 1000 £ Rente im Jahr. Zusammen mit seiner Ehefrau, George Bernhard Shaw und Graham Wallas gründete er 1895 die London School of Economics and Political Science. 1902/1903 gehörte er zu den Befürwortern eines neuen Schulgesetzes für London, das bald in ganz England übernommen wurde.
Webb war Verfasser mehrerer einflussreicher sozialpolitischer Schriften. Zusammen mit seiner Ehefrau veröffentlichte er zwei Standardwerke zur Geschichte (1894) und Funktion (1897) der britischen Gewerkschaften, die mehrfach aufgelegt und auch ins Deutsche übersetzt wurden. Beide Werke gelten als die Gründungsdokumente des interdisziplinären Forschungsfeldes der Industrial Relations (siehe Industrielle Beziehungen). 1909 veröffentlichte er wiederum gemeinsam mit seiner Ehefrau einen Bericht über die Armut in England, der Reformen des Wohlfahrtssystems anstieß. Seine 1918 veröffentlichte Schrift Labour and the New Social Order wurde von der Labour Party als Parteiprogramm übernommen. Er selbst gehörte der Partei von 1915 bis 1925 an. Von 1922 bis 1928 hatte er einen Sitz im House of Commons inne, 1924 wurde Webb Handelsminister (Präsident des Board of Trade), von 1929 bis 1931 war er Kolonialminister (Secretary of State for the Colonies).
1929 wurde er als Baron Passfield, of Passfield Corner in the County of Southampton, in den erblichen Adelsstand erhoben. Mit dem Titel war ein erblicher Sitz im House of Lords verbunden. Da er keine Nachkommen hatte, erlosch der Titel mit seinem Tod.

## Werk (Auswahl)
- Socialism in England (1890)
- (zusammen mit Beatrice Webb) The History of Trade Unionism (1894); dt.: Die Geschichte des Britischen Trade Unionismus. Stuttgart 1895
- (zusammen mit Beatrice Webb) Industrial Democracy (1897); dt.: Theorie und Praxis der Englischen Gewerkvereine, 2 Bde. Stuttgart 1898
- (zusammen mit Beatrice Webb) The prevention of destitution (1911); dt.: Das Problem der Armut, Jena 1912
- A constitution for the socialist commonwealth of Great Britain (1920)
- The truth about Soviet Russia (1941)